# Церква Успіння Пресвятої Богородиці (Сар'я)
Церква Успіння Пресвятої Богородиці — неоготична церква в селі Сар'я, Сар'янська сільська рада, Верхньодвінський район, Вітебська область. Пам'ятка архітектури середини XIX століття, один з найвиразніших неоготичних храмів Білорусі, побудований з червоної цегли. У народі прозваний кам'яний кристал або кам'яне мереживо. Будувався як католицький костел, переданий православній церкві.
Церква внесена до Державного списоку історико-культурних цінностей Республіки Білорусь як пам'ятка сакрального зодчества республіканського значення.

## Історія

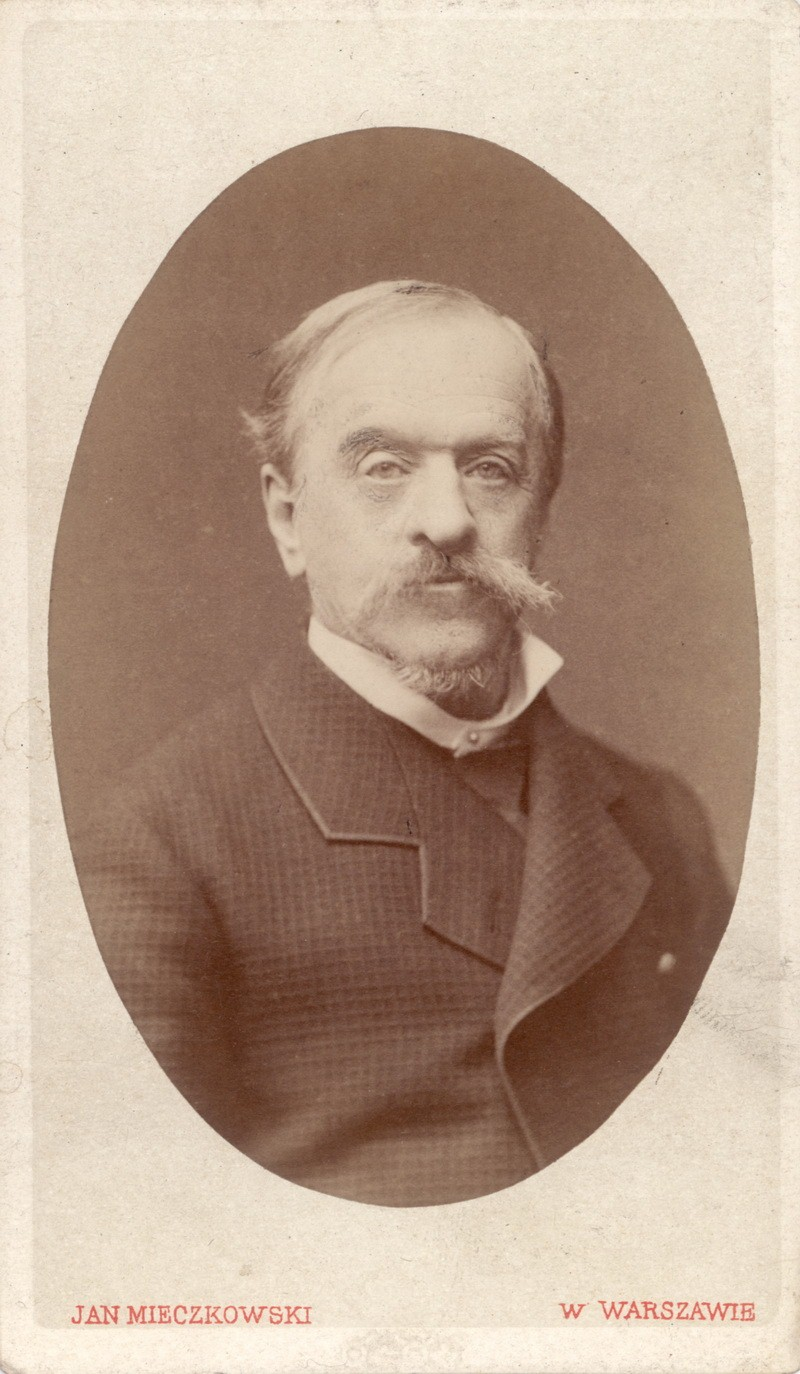
Ігнатій Лопатинський

Костел зведений у середині XIX століття шляхтичем Ігнатієм Лопатинським, колишнім землевласником, в пам'ять про молоду дружину Марію. Ігнатій хотів бачити храм уособленням її краси та виразом всієї глибини почуттів. Як архітектурний стиль була обрана модна в ті часи неоготика («вікторіанський стиль»).
У 1865 році костел був конфіскований царською владою «за пишність» і переданий православним. У 1935 році храм був закритий, після Другої світової війни будівля використовувалася як склад, пізніше — як розважальний заклад. Наприкінці 1980-х років храм частково реконструйований, але відновлений не до кінця. У 1989 році храм повернули католикам, але в 1990 році храм був знову переданий православній парафії Успіння Пресвятої Богородиці (на 2009 рік налічувала 600 осіб). За рік в церкві відновилися богослужіння. Настоятель храму — протоієрей Василь Стреха.
Стан на 2009 рік: зруйнована дзвіниця, втрачені фрагменти зовнішнього вигляду будівлі у верхній частині, потьмяніла цегла.
Стан на 2013 рік: реставраційні роботи завершилися, встановлено новий вівтар, демонтовано верхнє перекриття, біля храму встановлено пам'ятник святим Петру і Февронії.

## Архітектура
Церква являє собою однонефну базиліку, прямокутну в плані, з апсидою і двома невеликими різницями. Композиція головного фасаду ступінчаста. Центральну частину виділяють портал, завершений вимпергами з розеткою в центрі, і 5-гранні контрфорси з пінаклями. Аналогічні пінаклі і на кутових контрфорсах. Стрілчасті віконні прорізи прикрашені архівольтам . Всередині основне приміщення перекрито хрестовими перекриттями, вони оформлені ліпними нервюрами. Дві колони підтримують хори з арковою балюстрадою.

## Галерея

Початковий вигляд
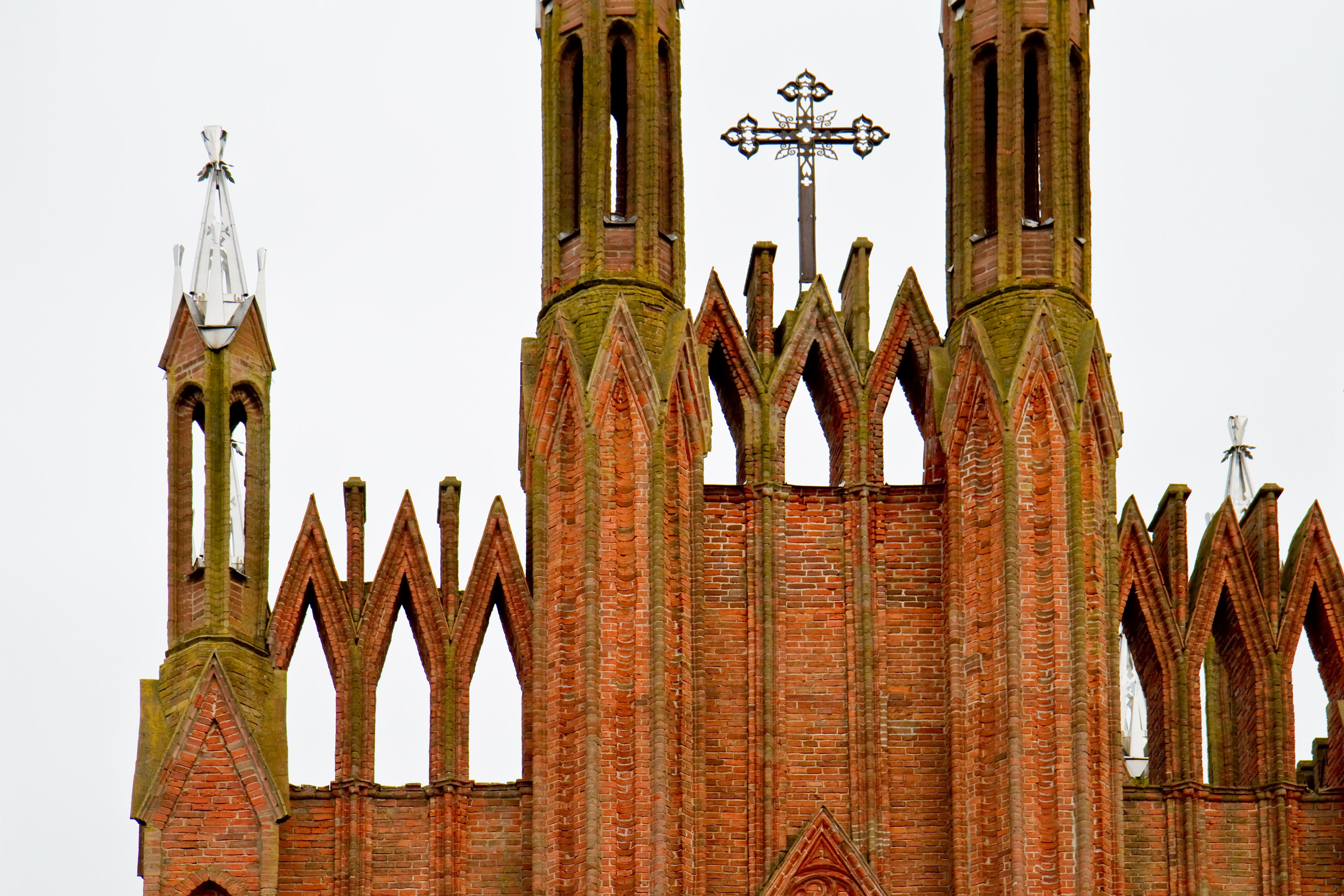
Деталі фасаду
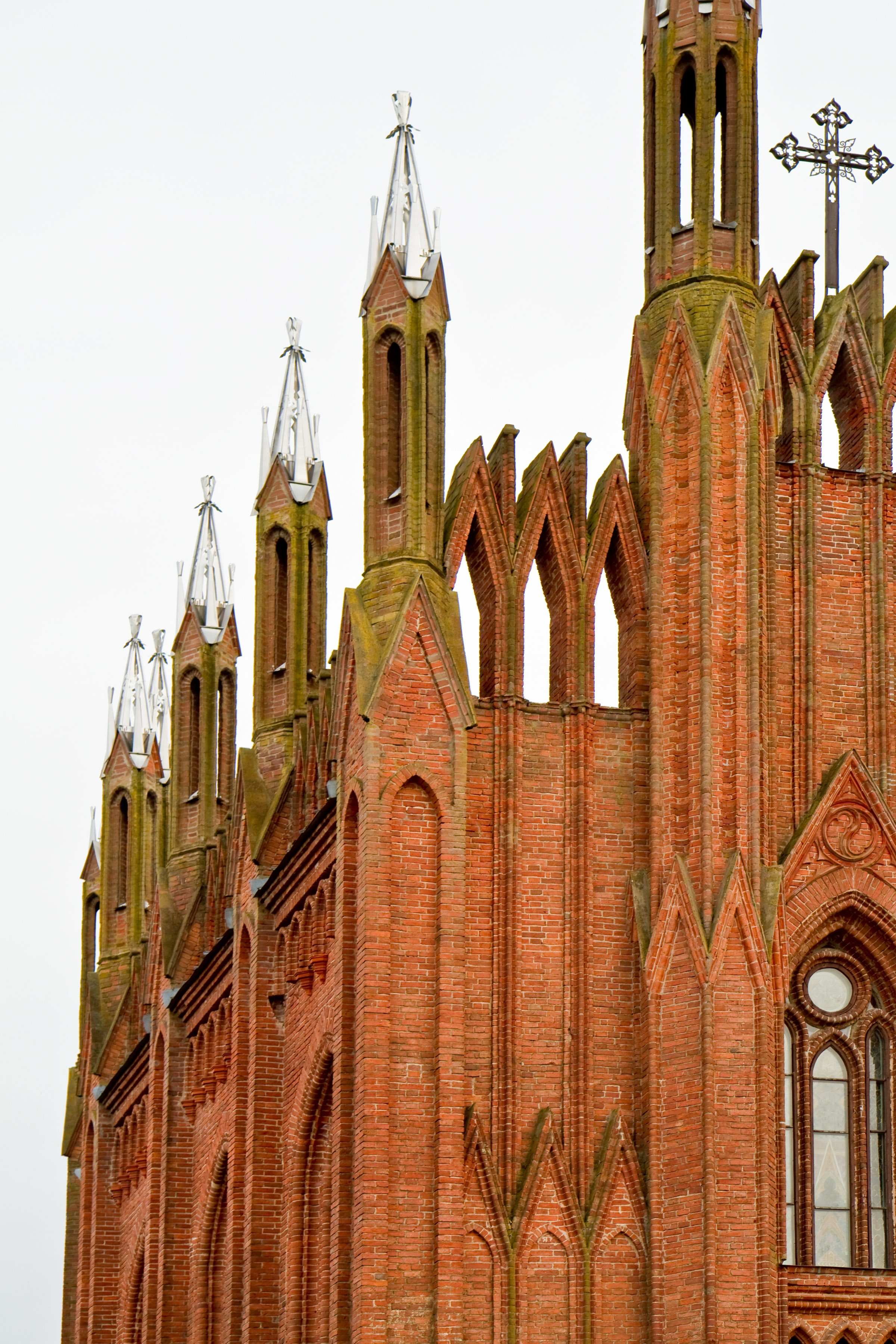
Деталі фасаду
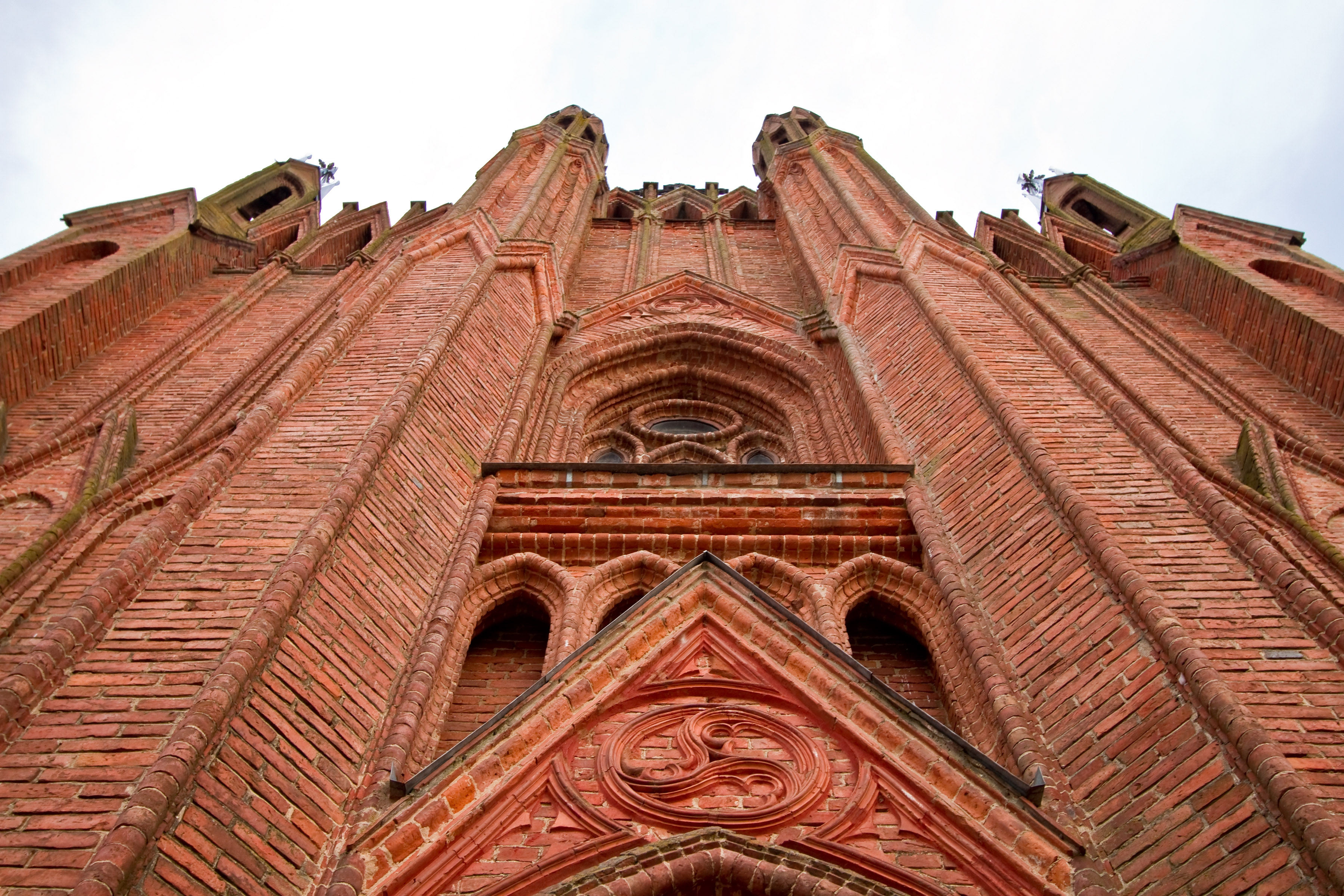
Деталі фасаду
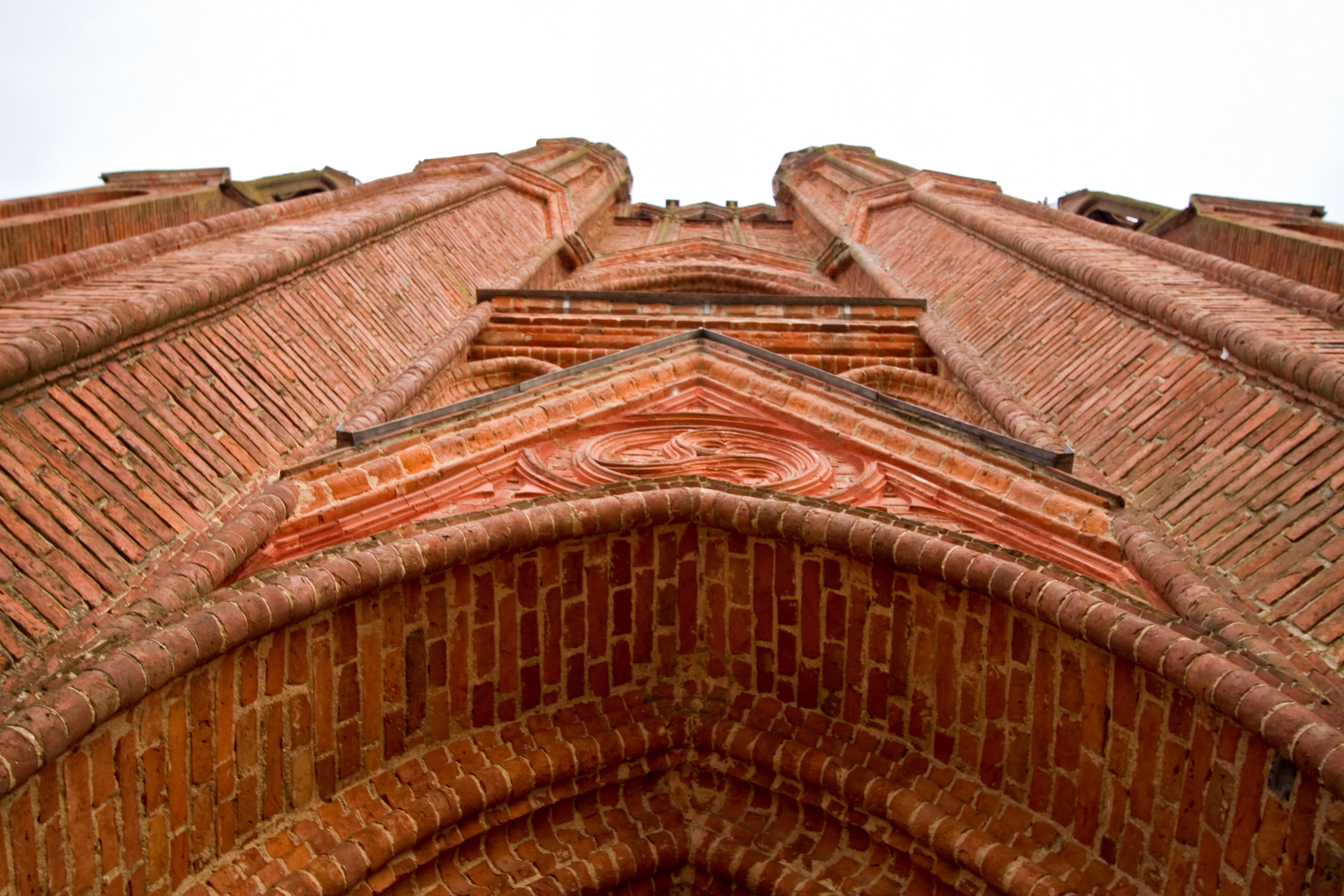
Деталі фасаду
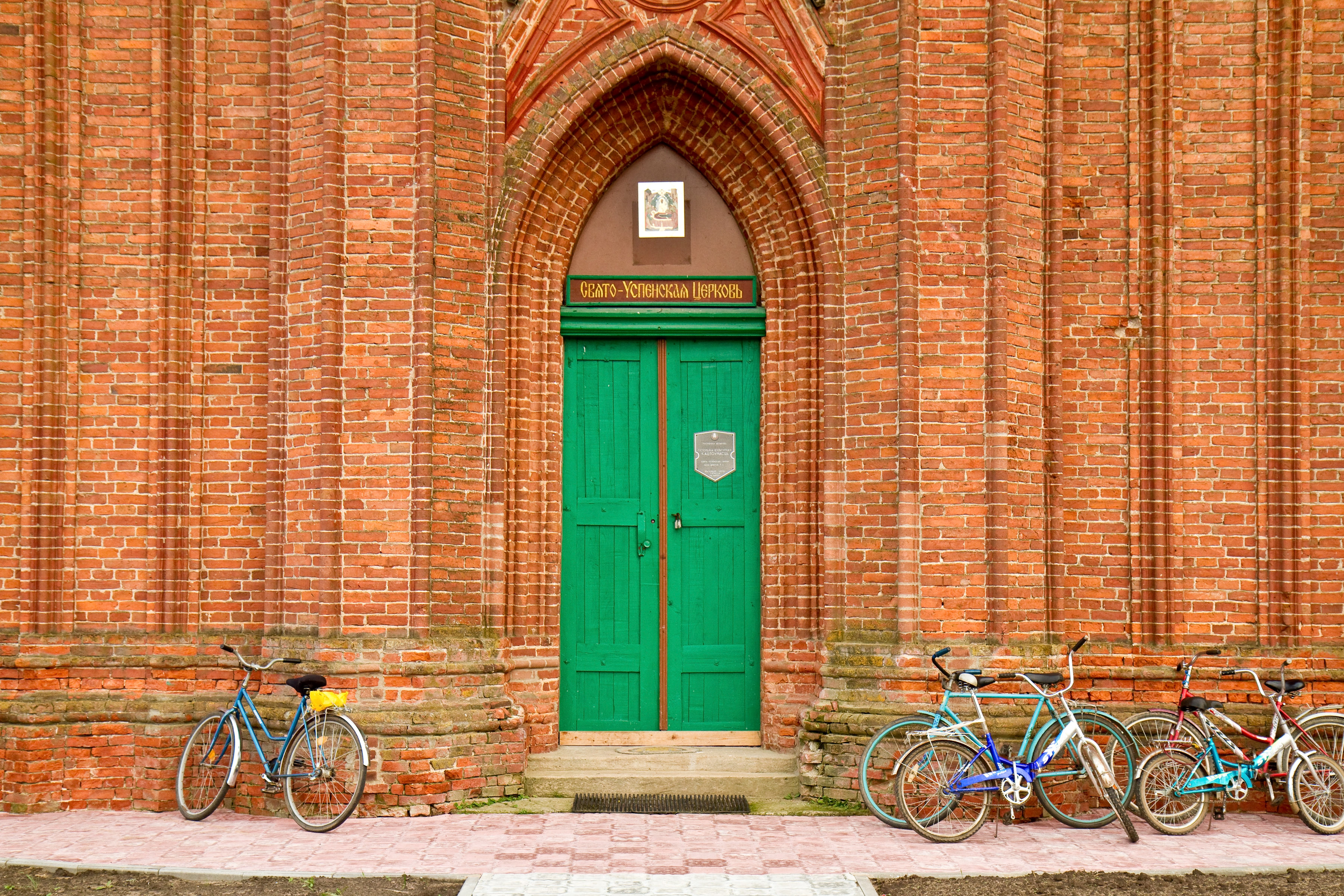
Деталі фасаду
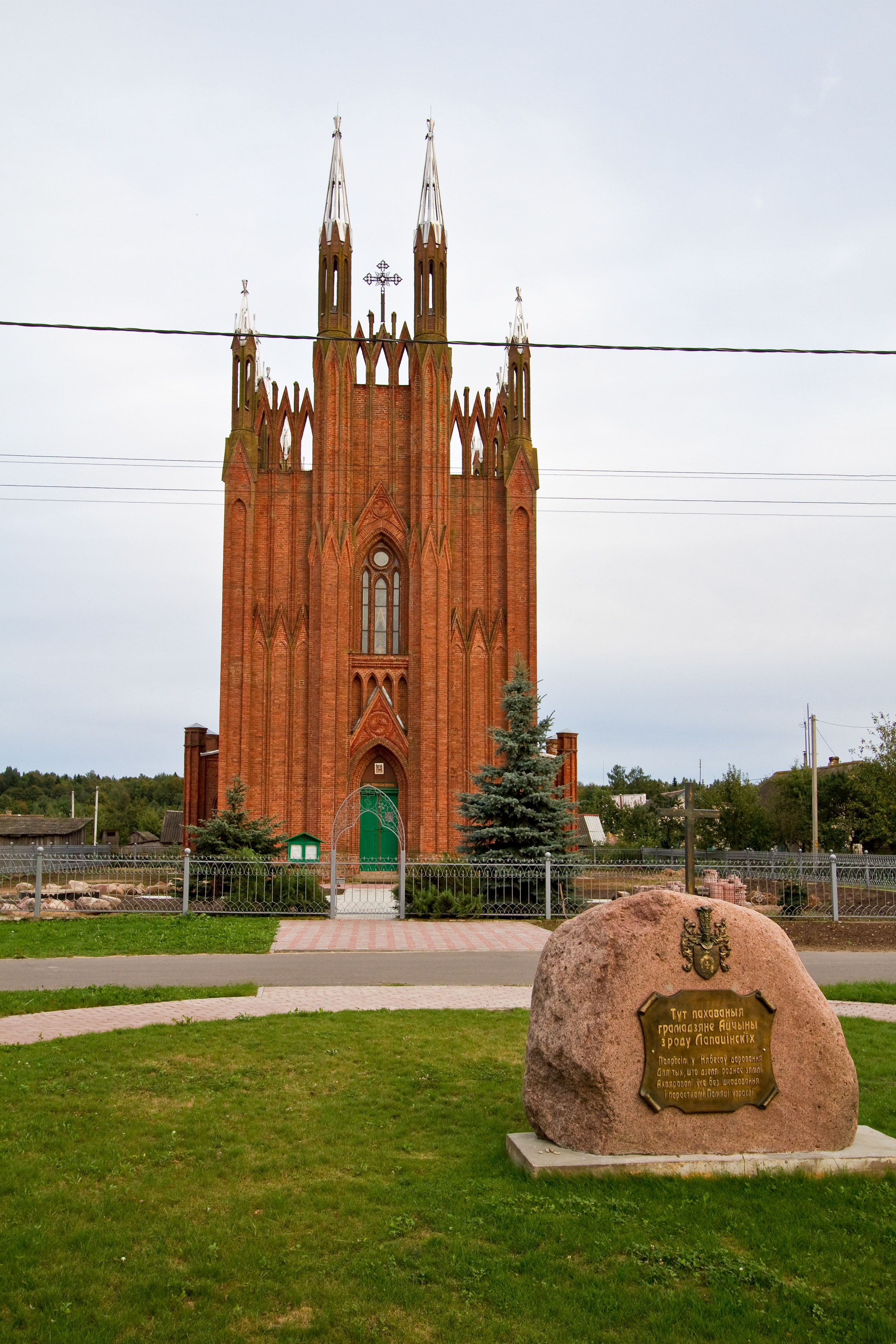
Загальний вигляд
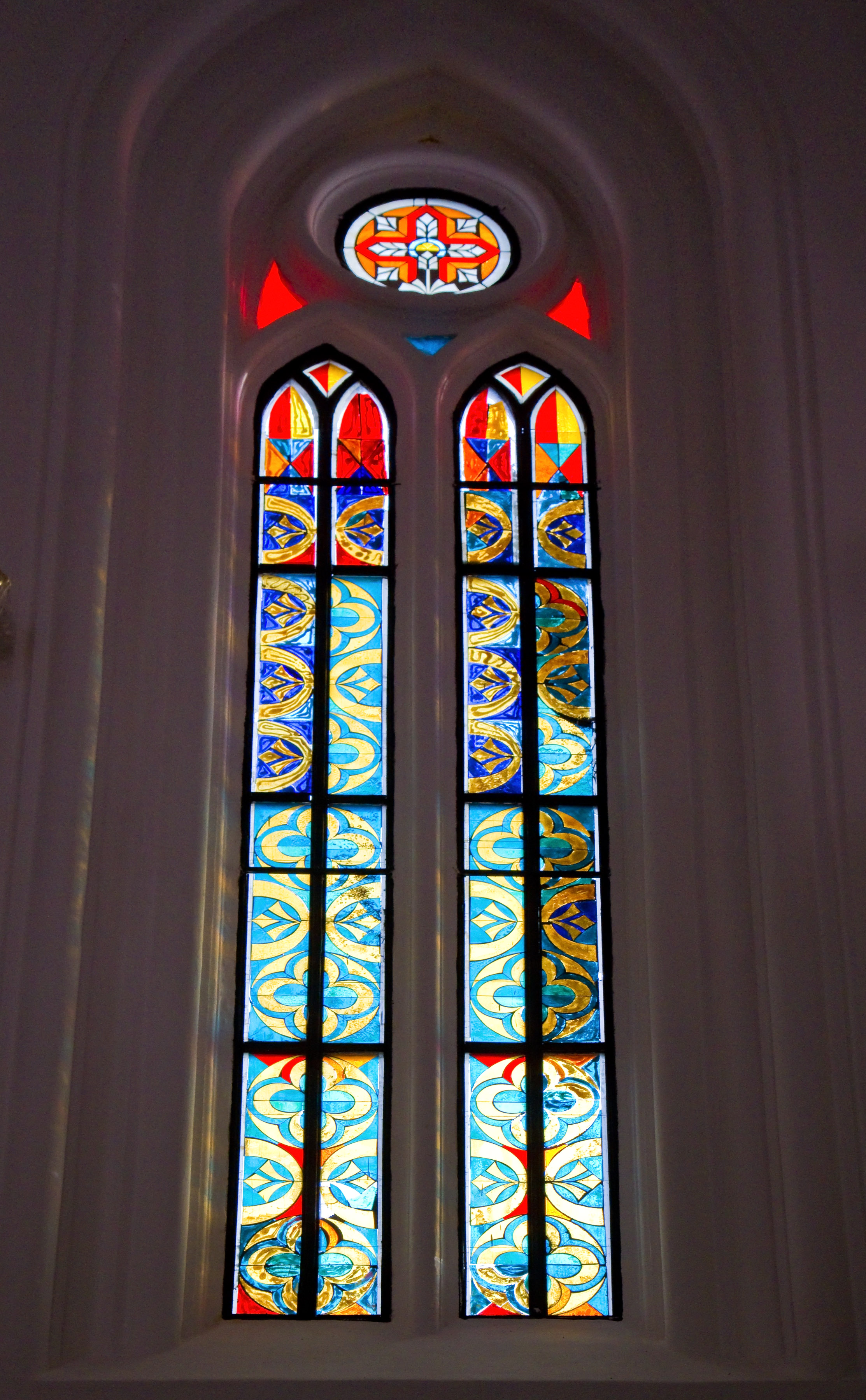
Інтер'єр
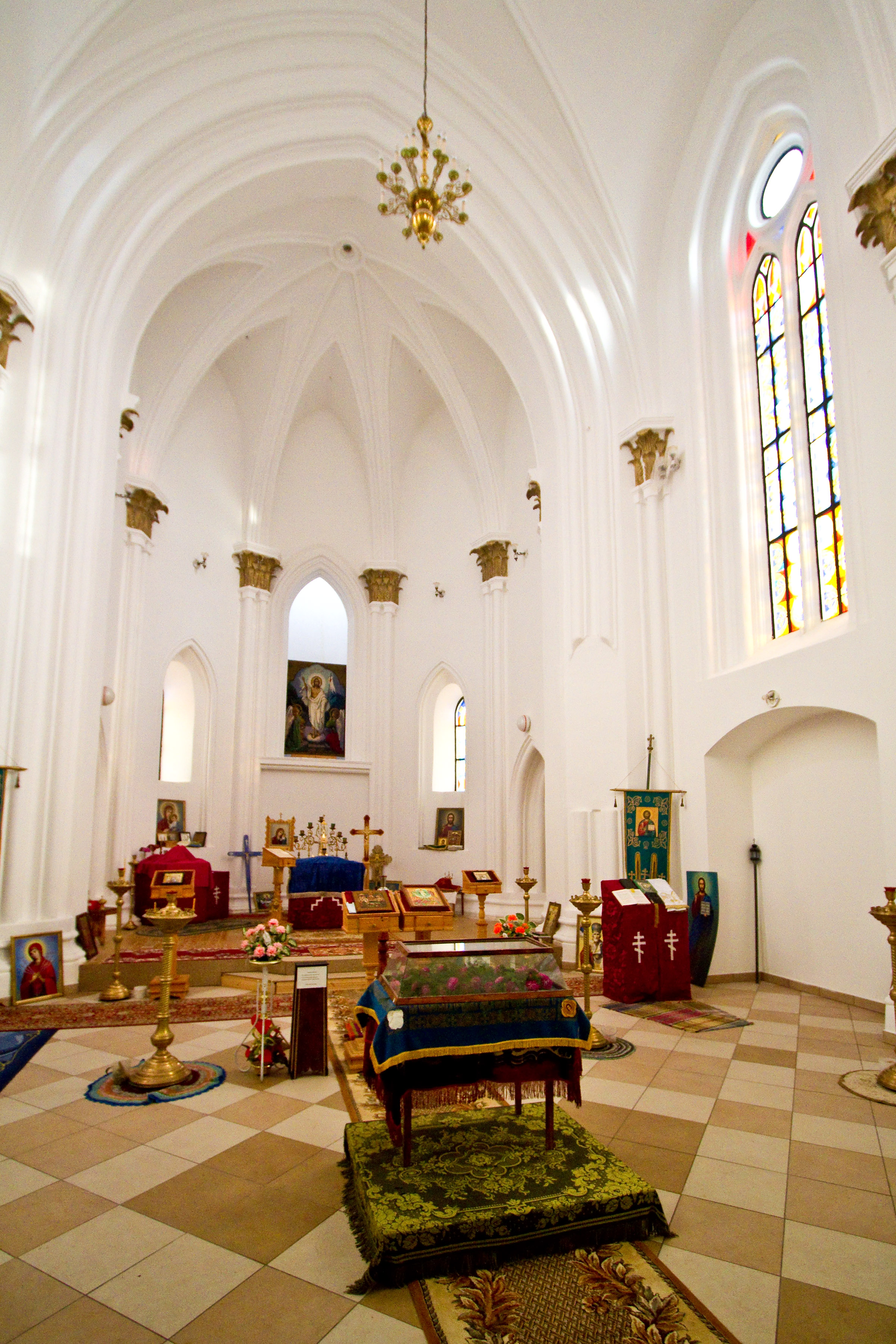
Інтер'єр
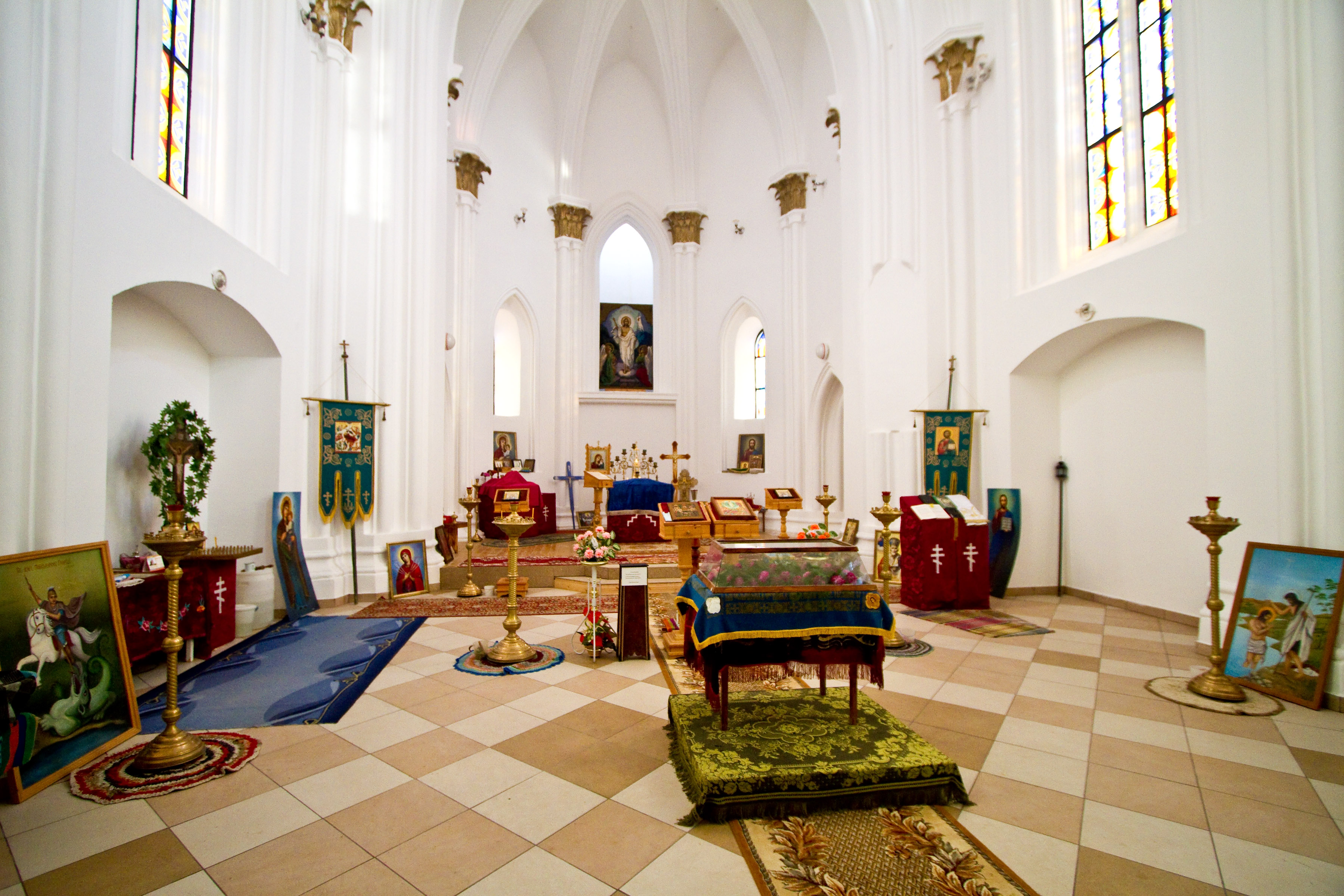
Інтер'єр
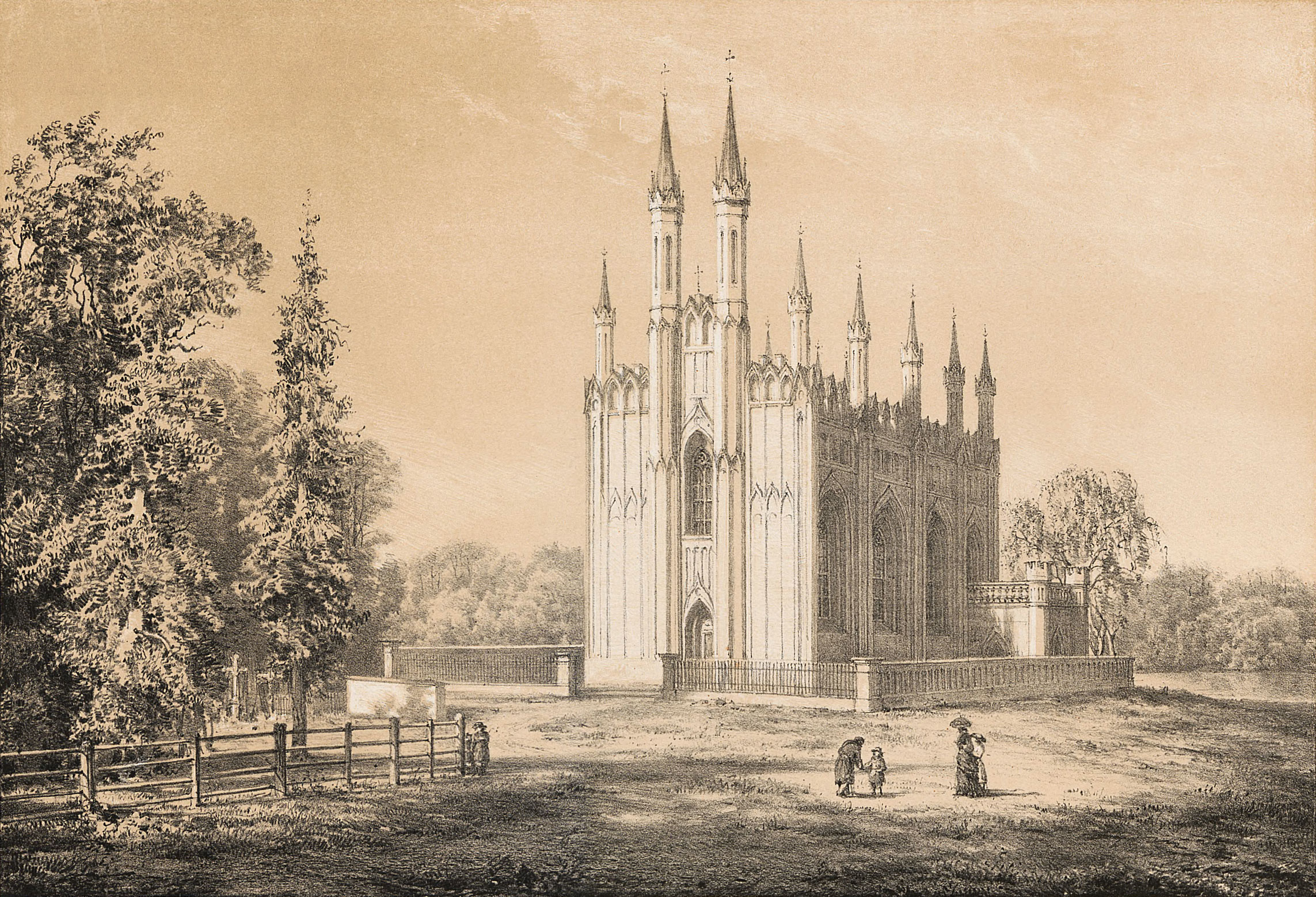
Малюнок Наполеона Орди, XIX ст.
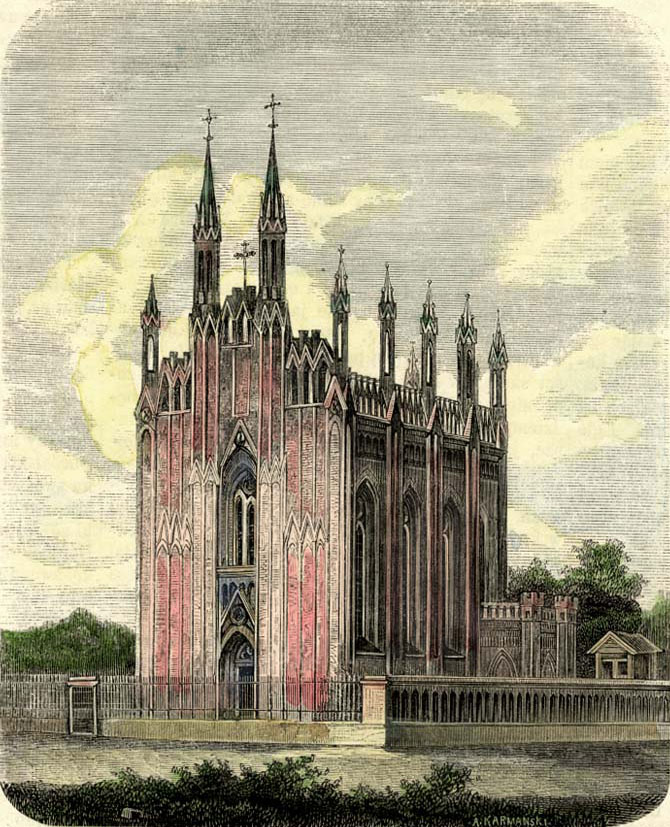
XIX ст.
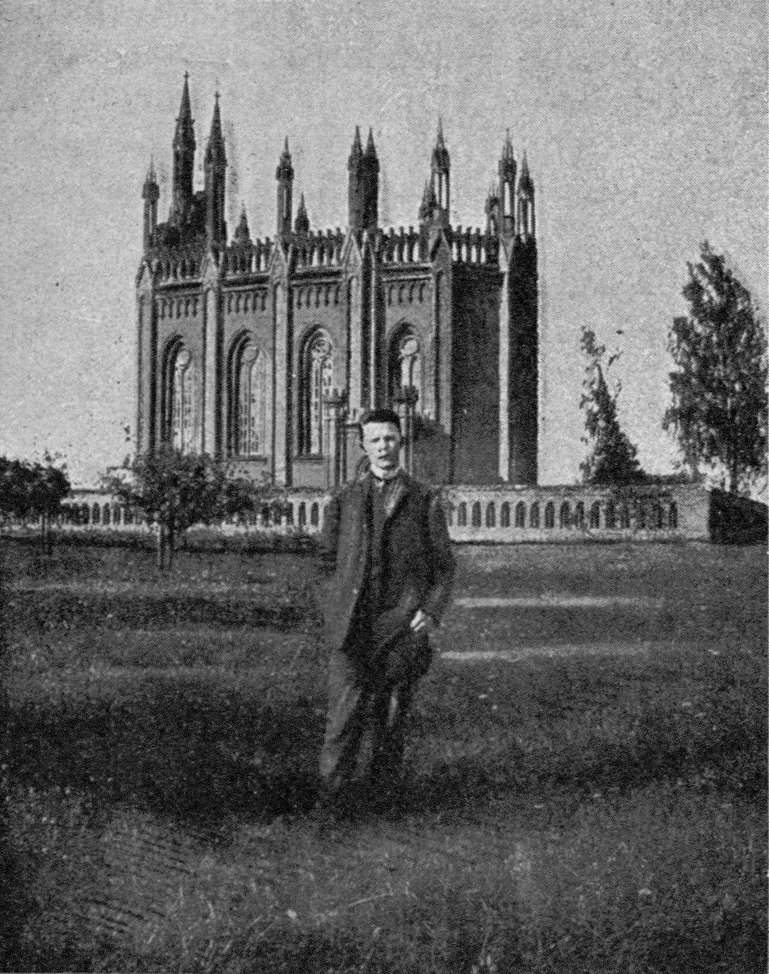
«Nasze kościoły», 1914